# Žleby (přírodní památka)
Žleby jsou přírodní památka poblíž obce Zálesí v okrese Znojmo v nadmořské výšce 429–432 metrů. Důvodem ochrany je mokřadní vegetace s vysokými ostřicemi, bohatý výskyt upolínu evropského (Trollius europaeus).